# The Buddy Holly Story, Vol. 2
 (mai 2020).
Albums de Buddy Holly
The Buddy Holly Story
(1959) Reminiscing
(1963)
The Buddy Holly Story, Vol. II est le cinquième album publié par Buddy Holly, une compilation qui fait suite à The Buddy Holly Story (1959). S'agissant du deuxième album posthume de l'artiste, il est aussi le premier incluant des compositions initialement inachevées mais retravaillées par le producteur Norman Petty. 
Little Baby était à l'origine sur l'album solo éponyme de Holly, Now I'm One était à la face B de Early in the Morning, et Take Your Time était la face B de Rave On. Les morceaux restants étaient des démos acoustiques inachevées de Holly datant de 1959 qui ont été retravaillées par Jack Hansen. Trois singles de ces sessions furent publiés; Peggy Sue Got Married, Learning the Game et That Makes it Tough. Moondreams était aussi totalement inédit. 

## Liste des pistes
| 1. | Peggy Sue Got Married | 2:05 |
| 2. | Well . . . All Right  | 2:12 |
| 3. | What to Do            | 1:54 |
| 4. | That Makes It Tough   | 2:22 |
| 5. | Now We're One         | 2:03 |
| 6. | Take Your Time        | 1:56 |

| Face B | Face B                  | Face B | Face B | Face B | Face B | Face B | Face B | Face B | Face B |
| No     | Titre                   | Durée  |        |        |        |        |        |        |        |
| ------ | ----------------------- | ------ | ------ | ------ | ------ | ------ | ------ | ------ | ------ |
| 7.     | Crying, Waiting, Hoping | 2:04   |        |        |        |        |        |        |        |
| 8.     | True Love Ways          | 2:52   |        |        |        |        |        |        |        |
| 9.     | Learning The Game       | 2:03   |        |        |        |        |        |        |        |
| 10.    | Little Baby             | 1:57   |        |        |        |        |        |        |        |
| 11.    | Moondreams              | 2:42   |        |        |        |        |        |        |        |
| 12.    | That's What They Say    | 2:20   |        |        |        |        |        |        |        |
| 26:30  |                         |        |        |        |        |        |        |        |        |

## Classement
| Classement (1960) | Meilleure position |
| ----------------- | ------------------ |
| UK Album Charts   | 7                  |